# Assevillers
Assevillers is een gemeente in het Franse departement Somme (regio Hauts-de-France) en telt 260 inwoners (2005). De plaats maakt deel uit van het arrondissement Péronne. Nabij het dorp liggen de verzorgingsplaatsen Cœur des Hauts-de-France langs snelweg A1, een van de grotere parkeerplaatsen met hotels, eetgelegenheden en winkels.

## Geografie
De oppervlakte van Assevillers bedraagt 5,4 km², de bevolkingsdichtheid is 48,1 inwoners per km².
De onderstaande kaart toont de ligging van Assevillers met de belangrijkste infrastructuur en aangrenzende gemeenten.

## Demografie
Onderstaande figuur toont het verloop van het inwonertal (bron: INSEE-tellingen).

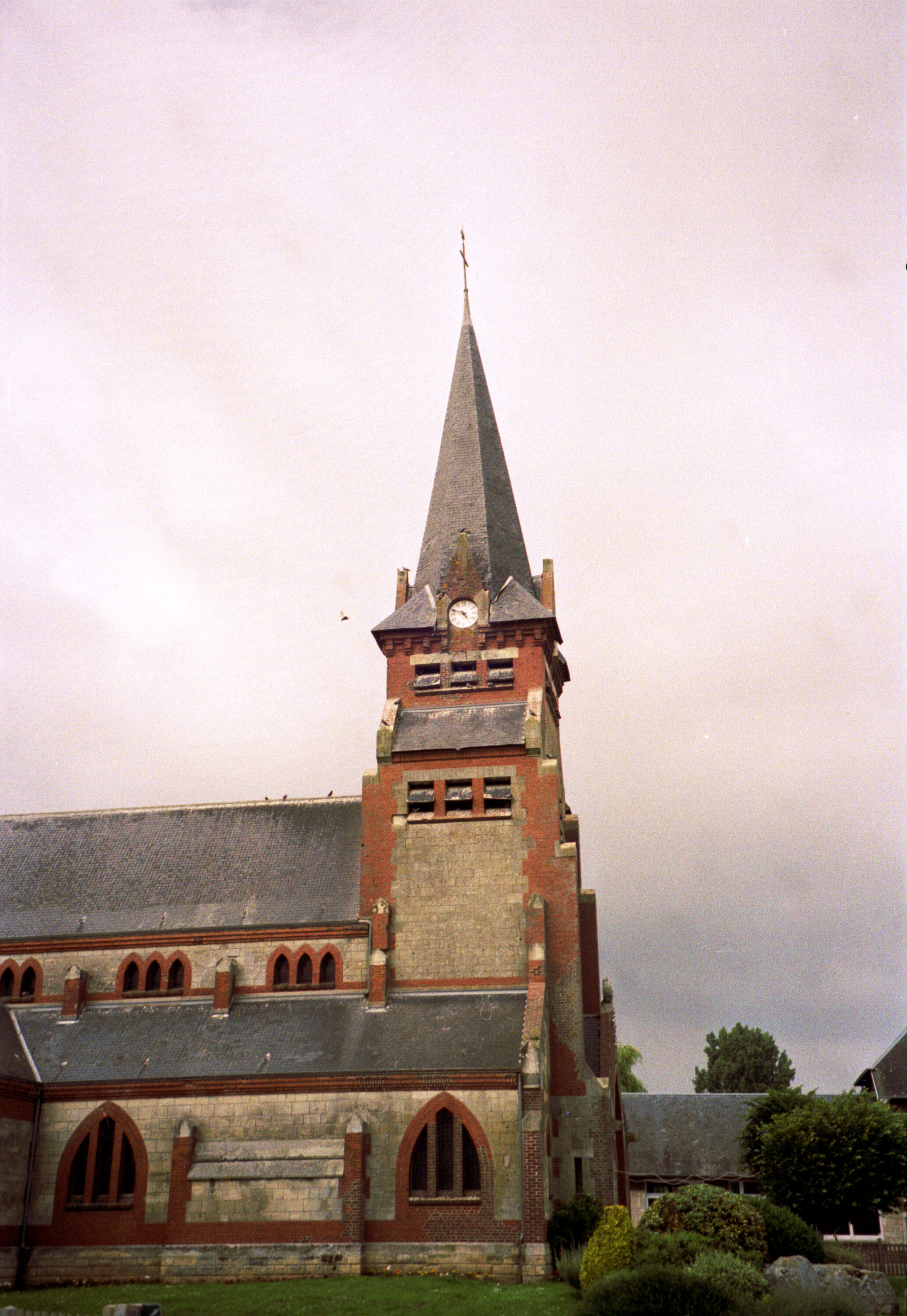
De toren van de kerk in Assevillers
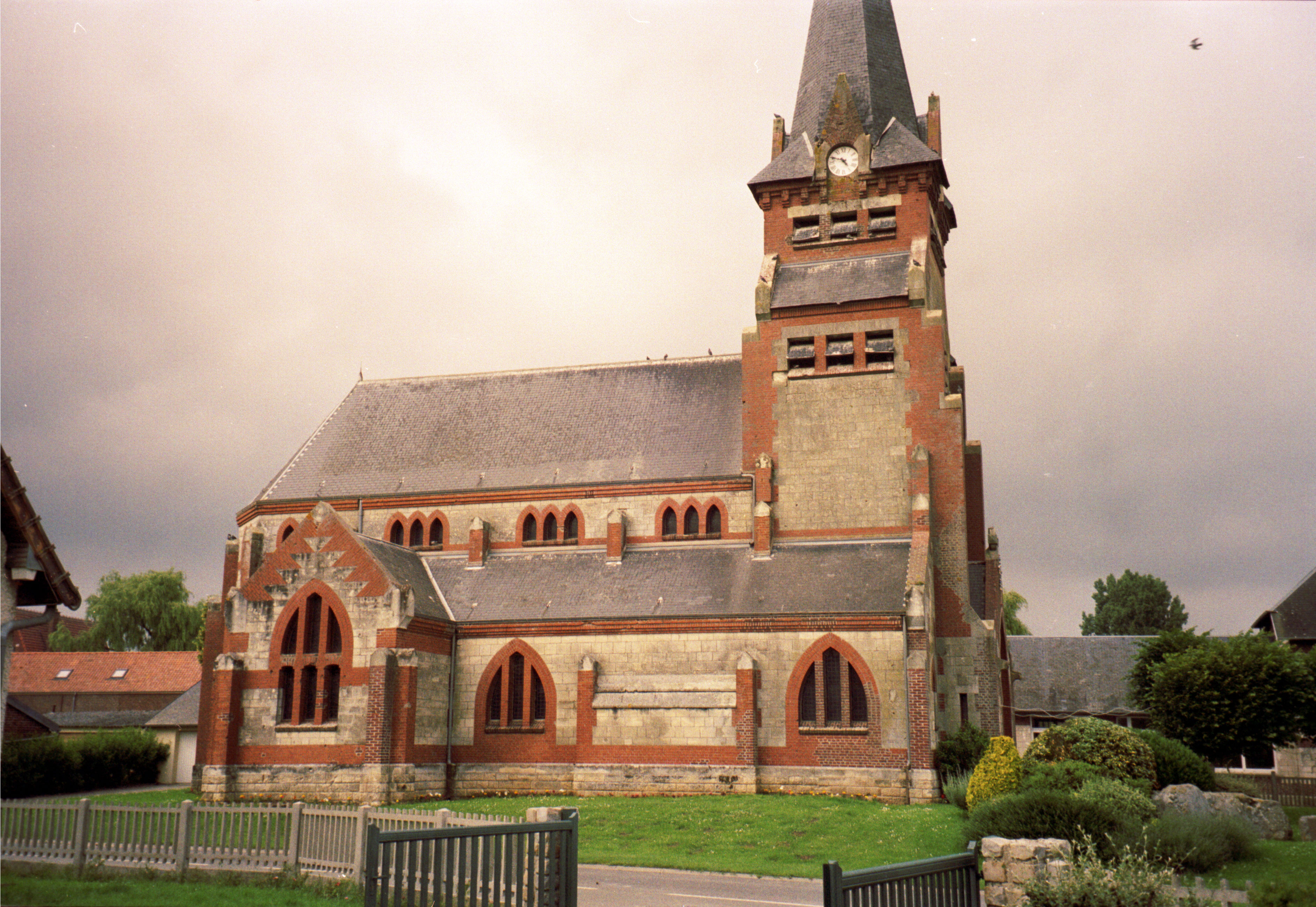
Het schip van de kerk in Assevillers
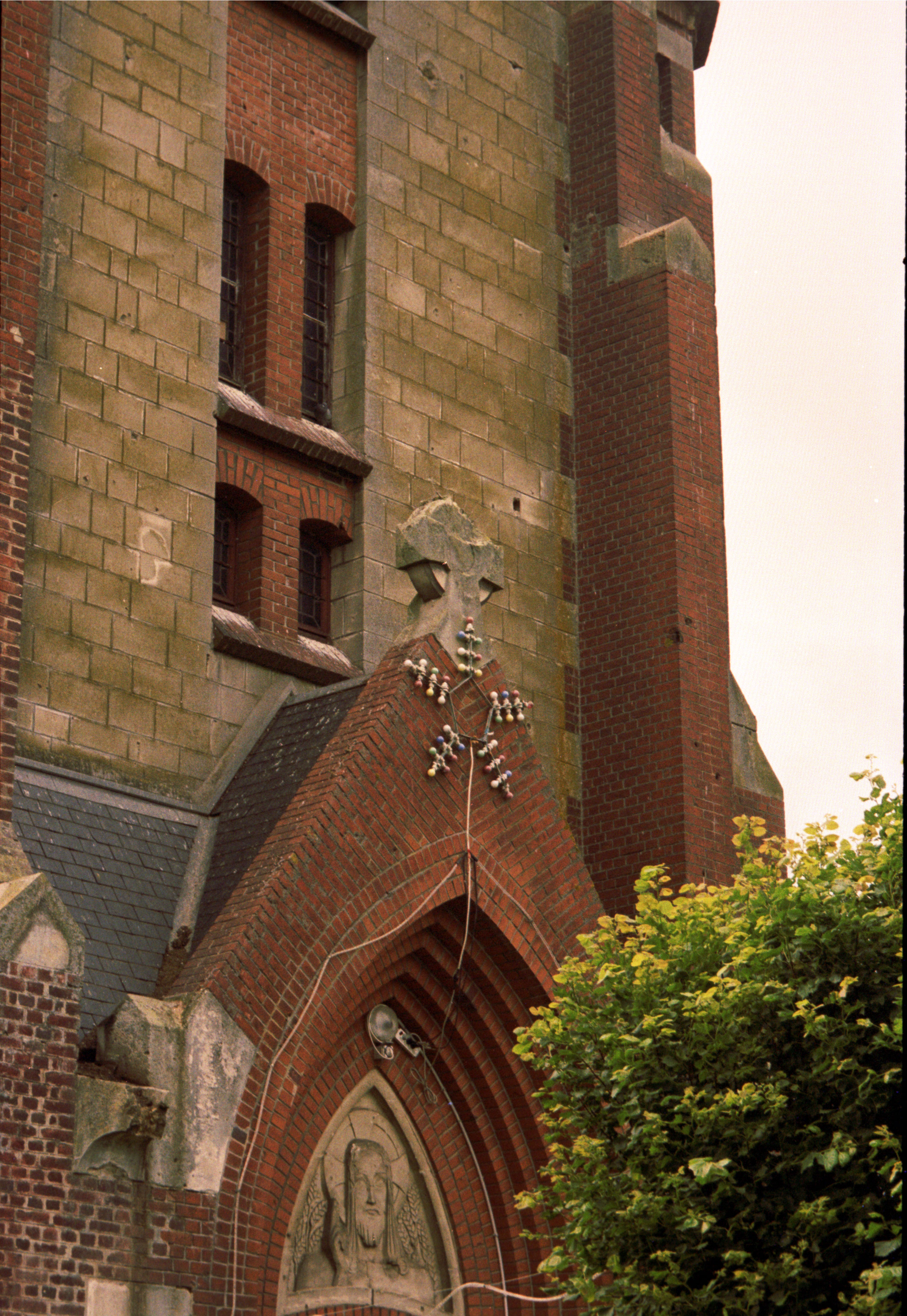
Details van de ingang van de kerk in Assevillers
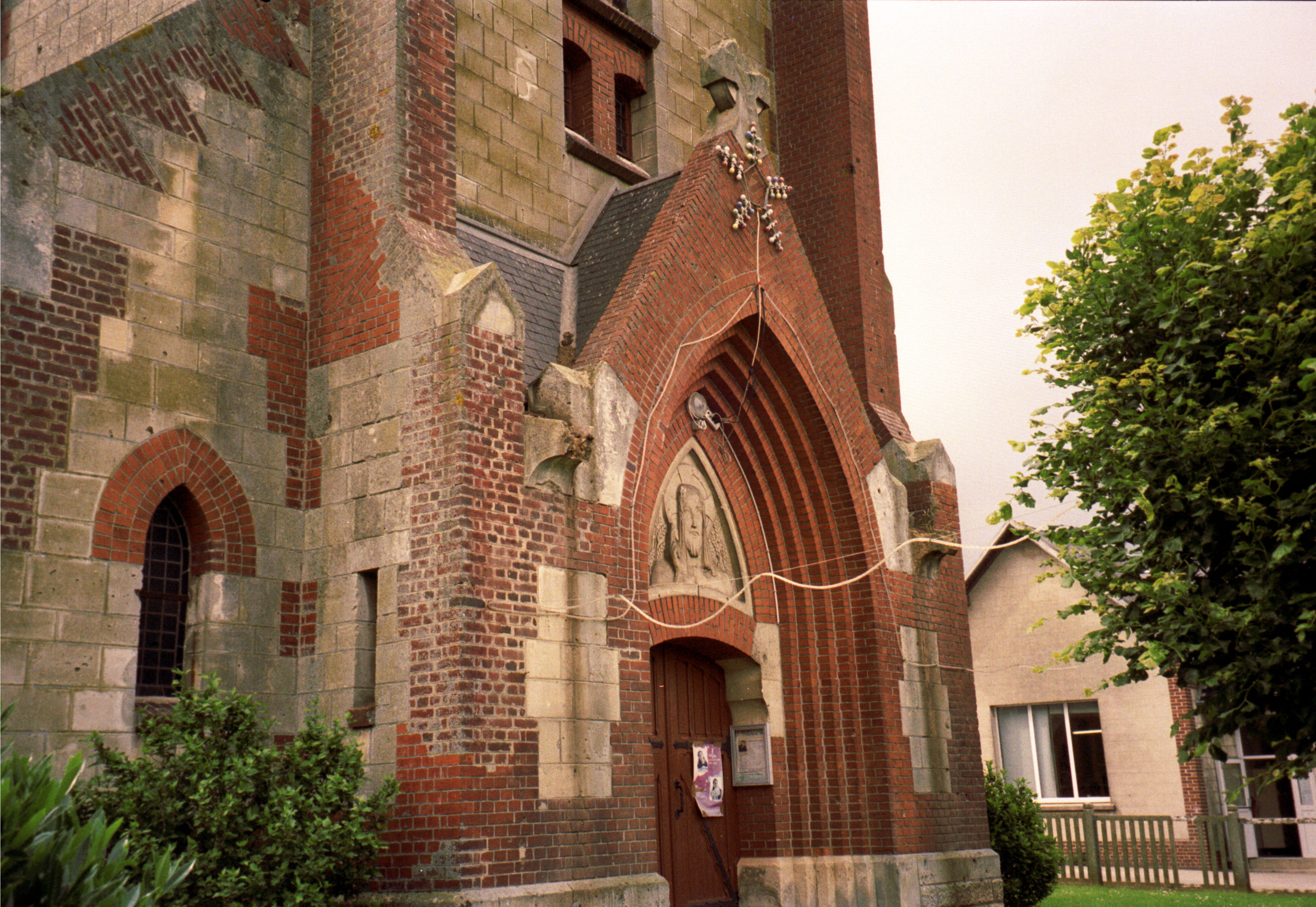
De ingang van de kerk in Assevillers
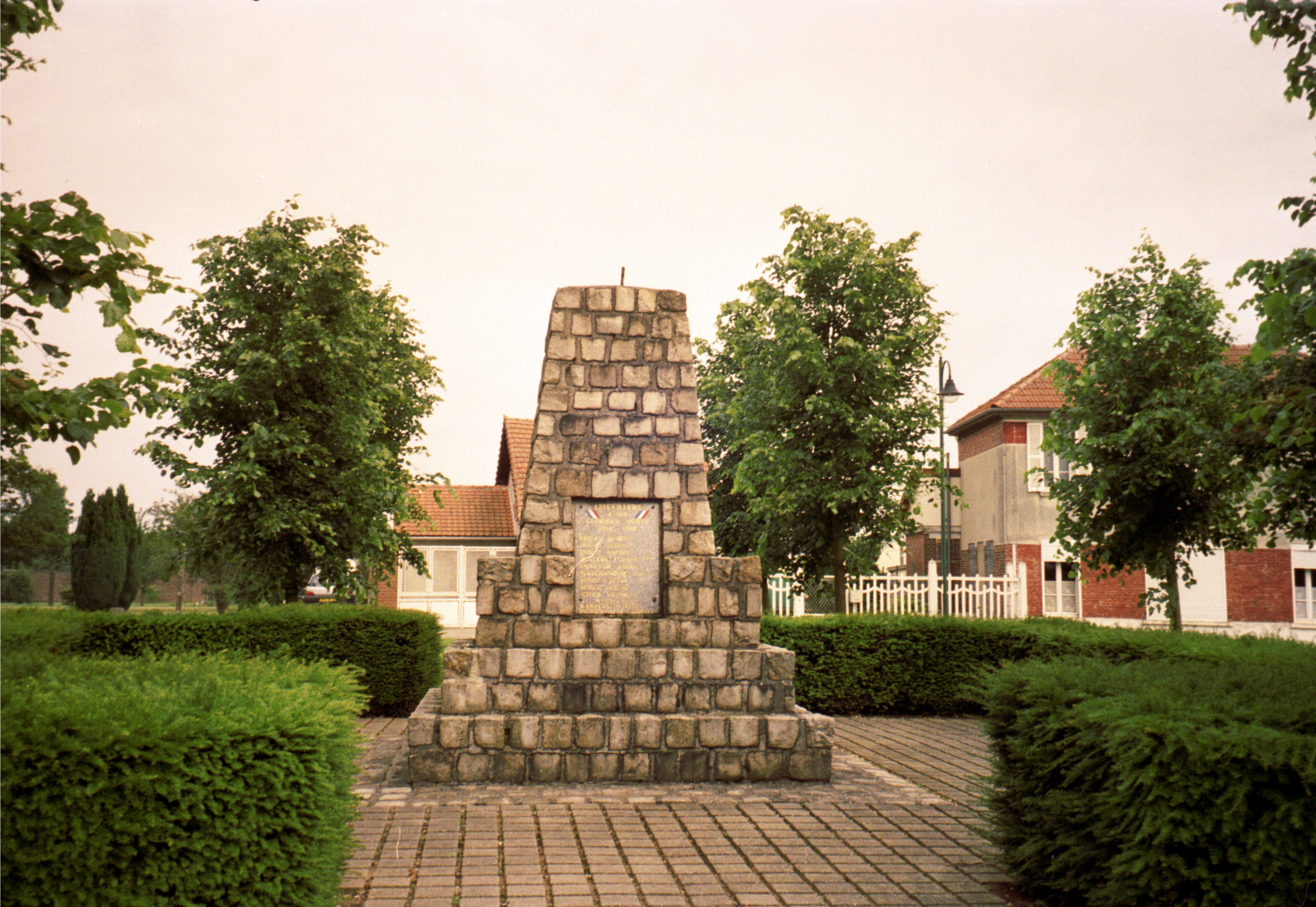
Het oorlogsmonument van Assevillers